# Maxime Hueber-Moosbrugger
Maxime Hueber-Moosbrugger (* 29. April 1996) ist ein französischer Duathlet und Triathlet. Er ist zweifacher und amtierender französischer Triathlon-Staatsmeister auf der Sprintdistanz (2021, 2024).

## Werdegang
2014 wurde Maxime Hueber-Moosbrugger Dritter bei der Triathlon-Europameisterschaft der Junioren in Kitzbühel (750 m Schwimmen, 20 km Radfahren und 5 km Laufen). 2015 wurde er Junioren-Staatsmeister Triathlon.
Im August 2021 wurde er französischer Triathlon-Staatsmeister auf der Sprintdistanz. Im November wurde er ITU Vize-Weltmeister Duathlon.

### World Games 2022
Im Juli 2022 gewann der 26-Jährige das Duathlon-Rennen bei den World Games 2022 in Birmingham und auch in der Staffel konnte er am nächsten Tag die Goldmedaille nach Frankreich holen, zusammen mit Marion Legrand.
Im September wurde er im spanischen Bilbao Europameister Aquathlon.
Im Juni 2024 wurde der 28-Jährige nach 2021 zum zweiten Mal französischer Triathlon-Staatsmeister auf der Sprintdistanz.

## Sportliche Erfolge
| Datum/Jahr    | Rang | Wettbewerb                                     | Austragungsort | Zeit     | Bemerkung |
| ------------- | ---- | ---------------------------------------------- | -------------- | -------- | --- |
| 1. Juni 2024  | 1    | FRA Triathlon National Championships           | Gravelines     | 00:56:12 | Französischer Triathlon-Staatsmeister                                                                         |
| 29. Aug. 2021 | 1    | FRA Triathlon National Championships           | Pontivy        | 00:57:13 | |
| 7. Juni 2015  | 1    | FRA Triathlon National Championship Junior Men | Le Mans        | 00:58:01 | Französischer Junioren-Staatsmeister auf der Sprintdistanz (750 m Schwimmen, 20 km Radfahren und 5 km Laufen) |
| 21. Juni 2014 | 3    | ETU Triathlon European Championship Junior Men | Kitzbühel      | 00:57:53 | Dritter in der Jugend-Klasse                                                                                  |
| 1. Juni 2014  | 3    | FRA Triathlon National Championship Junior Men | Châteauroux    | 01:00:22 | |

| Datum/Jahr    | Rang | Wettbewerb                                 | Austragungsort | Zeit     | Bemerkung                                             |
| ------------- | ---- | ------------------------------------------ | -------------- | -------- | ----------------------------------------------------- |
| 18. März 2023 | 4    | ETU Sprint Duathlon European Championships | Caorle         | 00:48:34 | Europameisterschaft Sprint-Duathlon                   |
| 17. Juli 2022 | 1    | World Games 2022 Mixed Relay               | Birmingham     | 01:18:25 | gemischte Staffel, zusammen mit Marion Legrand        |
| 16. Juli 2022 | 1    | World Games 2022                           | Birmingham     | 01:47:57 |                                                       |
| 10. Juni 2022 | 3    | ITU Duathlon World Championships           | Târgu Mureș    | 01:41:10 |                                                       |
| 6. Nov. 2021  | 2    | ITU Duathlon World Championships           | Aviles         | 01:45:34 | ITU Vize-Weltmeister Duathlon, hinter Nathan Guerbeur |

| Datum/Jahr    | Rang | Wettbewerb                           | Austragungsort | Zeit     | Bemerkung                     |
| ------------- | ---- | ------------------------------------ | -------------- | -------- | ----------------------------- |
| 17. Sep. 2022 | 1    | ETU Aquathlon European Championships | Bilbao         | 00:47:25 | Europameisterschaft Aquathlon |

(DNF – Did Not Finish)